# Campeonato Mundial de Atletismo em Pista Coberta de 2018 - Arremesso de peso masculino
A prova do arremesso de peso masculino do Campeonato Mundial de Atletismo em Pista Coberta de 2018 ocorreu no dia 3 de março na Arena Birmingham, em Birmingham, no Reino Unido. 

## Recordes
Antes desta competição, os recordes mundiais e do campeonato nesta prova eram os seguintes:
|                       | Nome           | Nacionalidade     | Distância | Local        | Data                  |
| --------------------- | -------------- | ----------------- | --------- | ------------ | --------------------- |
| Recorde mundial       | Randy Barnes   | Estados Unidos    | 22m 66cm  | Los Angeles  | 20 de janeiro de 1989 |
| Recorde do campeonato | Ulf Timmermann | Alemanha Oriental | 22m 24cm  | Indianápolis | 7 de março de 1987    |

Os seguintes recordes foram estabelecidos durante esta competição:
| Data       | Evento | Atleta      | Nacionalidade | Distância | Notas                 |
| ---------- | ------ | ----------- | ------------- | --------- | --------------------- |
| 3 de março | Final  | Tomas Walsh | Nova Zelândia | 22m 31cm  | Recorde do campeonato |

## Medalhistas
| Ouro              | Prata             | Bronze             |
| Tomas Walsh (NZL) | David Storl (GER) | Tomáš Staněk (CZE) |

## Cronograma
Todos os horários são locais (UTC+0).
| Data       | Hora  | Evento |
| ---------- | ----- | ------ |
| 3 de março | 11:57 | Final  |

## Resultado final
A final ocorreu dia 3 de Março às 11:57.  
| Posição           | Atleta                | Nacionalidade               | #1    | #2    | #3    | #4    | #5    | #6    | Resultados | Notas                |
| ----------------- | --------------------- | --------------------------- | ----- | ----- | ----- | ----- | ----- | ----- | ---------- | -------------------- |
| Medalha de ouro   | Tomas Walsh           | Nova Zelândia               | 22.13 | x     | 22.13 | x     | x     | 22.31 | 22.31      | ,                    |
| Medalha de prata  | David Storl           | Alemanha                    | 21.14 | 21.15 | 21.08 | 21.44 | x     | 21.18 | 21.44      | Recorde da temporada |
| Medalha de bronze | Tomáš Staněk          | Chéquia                     | 20.28 | 21.12 | x     | 21.44 | x     | 20.27 | 21.44      |                      |
| 4                 | Darlan Romani         | Brasil                      | 21.23 | x     | 21.09 | 20.97 | 21.04 | 21.37 | 21.37      | Recorde da América   |
| 5                 | Mesud Pezer           | Bósnia e Herzegovina        | 20.36 | 20.31 | 21.15 | 20.58 | 20.73 |       | 21.15      | Recorde nacional     |
| 6                 | Darrell Hill          | Estados Unidos              | 21.06 | x     | 20.79 | x     | x     |       | 21.06      | Recorde pessoal      |
| 7                 | Ryan Whiting          | Estados Unidos              | 20.96 | x     | 20.28 | 20.45 | 21.03 |       | 21.03      | Recorde da temporada |
| 8                 | Konrad Bukowiecki     | Polónia                     | 18.35 | 20.99 | 20.15 | x     | x     |       | 20.99      |                      |
| 9                 | Tim Nedow             | Canadá                      | 20.09 | 20.82 | 20.69 |       |       |       | 20.82      | Recorde da temporada |
| 10                | Michał Haratyk        | Polónia                     | 19.89 | 19.89 | 20.69 |       |       |       | 20.69      |                      |
| 11                | O'Dayne Richards      | Jamaica                     | 19.93 | 19.72 | 19.90 |       |       |       | 19.93      | Recorde pessoal      |
| 12                | Tsanko Arnaudov       | Portugal                    | x     | 19.93 | x     |       |       |       | 19.93      |                      |
| 13                | Maksim Afonin         | Atletas Neutros Autorizados | 19.84 | x     | x     |       |       |       | 19.84      |                      |
| 14                | Chukwuebuka Enekwechi | Nigéria                     | 18.62 | 19.78 | x     |       |       |       | 19.78      |                      |
| 15                | Asmir Kolašinac       | Sérvia                      | 19.29 | x     | 19.34 |       |       |       | 19.34      |                      |
| 16                | Damien Birkinhead     | Austrália                   | 19.10 | 19.11 | x     |       |       |       | 19.11      |                      |

Legenda
| Recorde mundial       | Recorde mundial (World record)               |                       | Recorde africano                      | Recorde africano (African) |                                           | Q | Classificado por posição (Qualified) |
| Recorde do campeonato | Recorde do campeonato (Championship record)  | Recorde da América    | Recorde da América (Americas)         | q                          | Classificado por melhor tempo (Qualified) |   |                                      |
| Melhor marca do ano   | Melhor marca do ano (World leading)          | Recorde asiático      | Recorde asiático (Asian)              | DNS                        | Não largou (Did not start)                |   |                                      |
| Recorde nacional      | Recorde nacional (National record)           | Recorde europeu       | Recorde europeu (European)            | DNF                        | Não terminou (Did not finish)             |   |                                      |
| Recorde pessoal       | Recorde pessoal do atleta (Personal best)    | Recorde da Oceania    | Recorde da Oceania (Oceania)          | DSQ / DQ                   | Desclassificado (Disqualified)            |   |                                      |
| Recorde da temporada  | Recorde da temporada do atleta (Season best) | Recorde sul-americano | Recorde sul-americano (South America) | NM                         | Sem marca (No mark)                       |   |                                      |